# كريم صناعي

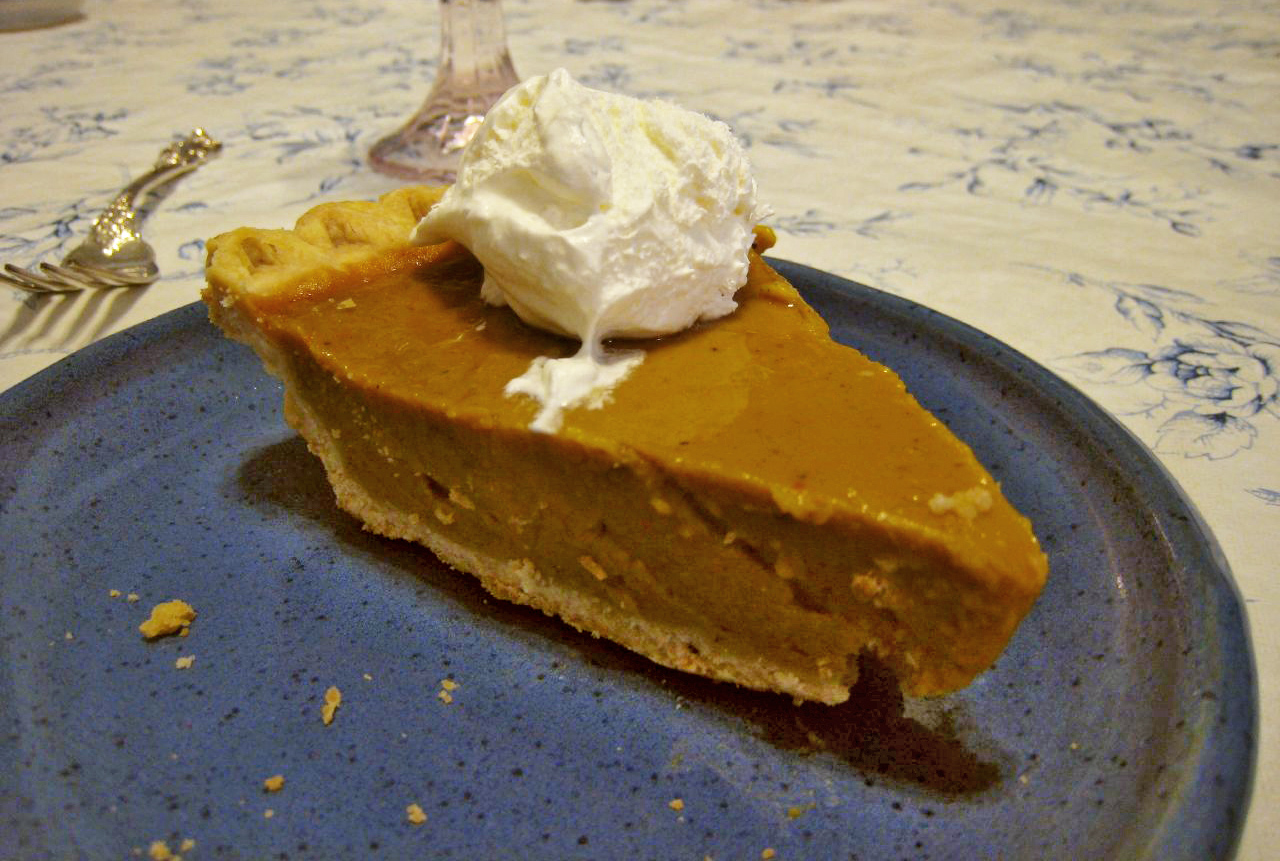

الكريم الصناعي أو«المحليات الصناعية» وتسمي بالانجليزية Artificial cream هو تقليد للكريمة المخفوقة التي تحتوي على بعض الدهون الخالية من اللبن. ومن امثلة الكريم الصناعي "Elmlea"و"Cool Whip". وفي بعض الاحيان يصنع الكريم الصناعي من الزيوت النباتية، وليس من الزبدة. ومع ذلك، فإن معظم الماركات التجارية المعروفة والرائدة تحتوي على منتجات الألبان، وبالتالي ليست مناسبة للاشخاص النباتيين أو الأشخاص الذين يتجنبون منتجات الألبان لأسبابٍ غذائية أو دينية.
وكثيراً من الاحيان يحتوي الكريم الصناعي على السكر أو أنواع محليات أخرى. حيث يتم بيع الكريم الصناعي كالمخفوق، ويكون جاهز للتقديم وموضوع في أنابيب بلاستيكية وفي عبوات مختلفة، ويمكن أن يكون بشكل مسحوق يجب أن يمزج مع سائل ليصبح جاهزاً للإستخدام.
ويمكن أن يستعمل الكريم الصناعي مع الفطائر والكعك والمثلجات، أو يوضع كمكون رئيسي في وجبة التحلية.